# Ньив-Москау
Ньив-Москау (нидерл. Nieuw Moscou, МФА: [ˈniu̯ ˈmɔskʌu̯]; «Новая Москва») — хутор в общине Хогевен нидерландской провинции Дренте.

## История
Люди жили в этих местах с древнейших времён. Своё название хутор получил в середине XIX века во время Крымской войны: напротив хутора, через границу, в провинции Оверэйсел, расположено местечко «Де-Крим» («Крым»), названное, предположительно, в честь Крымского полуострова; ну а хутор получил название «Москау» («Москва») потому, что он находился ещё дальше от цивилизации (города Хогевен).
Изначально хутор состоял всего из одного дома. Перед Второй мировой войной на хуторе было шесть домов. Название «Ньив-Москау» («Новая Москва») появилось уже после войны. По данным переписи 2004 года в Ньив-Москау проживает 480 жителей.